# Antoni Skudło
Antoni Skudło (ur. 15 lipca 1952 w Katowicach) – polski kierowca rajdowy i wyścigowy, zawodnik Automobilklubu Śląskiego, zawodnik klubu hokejowego GKS Katowice, przedsiębiorca.

## Życiorys
Startuje od 1979 roku, porzuciwszy rajdy dla wyścigów zaczął brać udział w Wyścigowych Samochodowych Mistrzostwach Polski Fiatem 126p. Potem przesiadł się do wyścigowego Cinquecento. Brał udział w Międzynarodowym Pucharze Ford Fiesta Cup (1993) oraz w wyścigu 24 Hours Nurburging Nordschleife Internationales ADAC – Rennen (1998). Startował w Mistrzostwach Polski rallycross w klasie pierwszej, później w połączonych klasach pierwszej i drugiej zdobywając mistrzowskie tytuły oraz wygrywając również wyścig handicapowy – Puchar Brus – Auto.

## Osiągnięcia sportowe
- 1980: Wicemistrz Mistrz Polski GSMP
- 1985: Wicemistrz Mistrz Polski GSMP
- 1985: Wicemistrz Mistrz Polski WSMP
- 1988: Mistrz Polski GSMP
- 1989: Wicemistrz Mistrz Polski WSMP
- 1990: Mistrz Polski GSMP
- 1991: Mistrz Polski GSMP
- 1991: Wicemistrz Mistrz Polski WSMP
- 1992: IV miejsce kl. CH-1 WSMP
- 1992: Tytuł Mistrza Sportu
- 1994: IV miejsce CC- kl. A WSMP
- 1995: Mistrz Polski Rallycross kl. I[3]
- 1996: Mistrz Polski Rallycross kl. I[4]
- 1997: Mistrz Polski Rallycross kl. II
- 1997: Mistrz Polski Rallycross kl. II A
- 1997: I miejsce w wyścigu o Puchar Brus Auto (Handicap)
- 1998: Mistrz Polski Rallycross kl. II
- 1999: Mistrz Polski Rallycross kl. II
- 2000: Mistrz Polski Rallycross kl. II
- 2001: Mistrz Polski Rallycross kl. II[5]

## Odznaczenia i wyróżnienia
- Wyróżnienie Międzynarodowego Komitetu Fair Play Paryż (1988) podpisane przez prezydenta Komitetu Jeana Borotry
- Brązowy Krzyż Zasługi (1990)
- Srebrny Krzyż Zasługi (2000)[6]
- Brązowa Odznaka Honorowa Polskiego Związku Motorowego (1984)
- Srebrna Odznaka Honorowa Polskiego Związku Motorowego (1990)
- Srebrna Odznaka Honorowa Automobilklubów Polskich (1989)
- Tytuł i Odznaka Mistrza Sportu (1982)
- Srebrna Odznaka Honorowa "Za Zasługi dla Województwa Śląskiego" (1999)
- Srebrna Odznaka „Zasłużony Działacz Kultury Fizycznej” (2000)
- Odznaka Honorowa Automobilklubu Śląskiego (1980)
- Brązowa Odznaka Honorowa Automobilklubu Śląskiego (1990)
- Srebrna Odznaka Honorowa Automobilklubu Śląskiego (2000)